# Wallace Yan
Wallace Yan de Souza Barreto (Rio de Janeiro, 8 de fevereiro de 2005) é um futebolista brasileiro que atua como atacante. Atualmente, joga pelo Flamengo.

## Carreira
Nascido no Rio de Janeiro, Wallace Yan começou sua carreira na Ferroviária, mas foi emprestado ao Flamengo em junho de 2022. Mais tarde, em fevereiro de 2023, ele assinou em definitivo com o clube, e ajudou o time sub-20 a ganhar a Copa Libertadores Sub-20 de 2024 (sendo o artilheiro da competição) e a Copa Intercontinental Sub-20 de 2024.
Wallace Yan fez sua estreia no time principal em 27 de fevereiro de 2024, substituindo Petterson no empate em 0–0 contra a Portuguesa-RJ, partida válida pelo Campeonato Carioca. Ele fez sua estreia no Brasileirão em 22 de setembro, substituindo Lorran na derrota por 3–2 contra o Grêmio.

## Títulos
Flamengo Sub-20
- Copa Libertadores Sub-20: 2024
- Intercontinental Sub-20: 2024

Flamengo
- Copa do Brasil: 2024
- Supercopa Rei: 2025
- Campeonato Carioca: 2024, 2025